# Аквавива (Кјети)
Аквавива (итал. Acquaviva) је насеље у Италији у округу Кјети, региону Абруцо.
Према процени из 2011. у насељу је живело 120 становника. Насеље се налази на надморској висини од 748 м.